# 시그널 장기 미제 사건 수사반
《시그널 장기 미제 사건 수사반》(シグナル 長期未解決事件捜査班 시그나루 초키 미카이케츠지켄소사한[*])은 후지 TV 계열 화요일 밤 9시 시간대에 2018년 4월 10일부터 방송된 일본의 드라마이다. 한국의 드라마 《시그널》을 원작으로 리메이크한 작품이다. 주연은 드라마 첫 출연인 사카구치 켄타로.

## 등장 인물

### 경시청 수사 1과 미제 수사반
- 사에구사 켄토(三枝健人) 역 : 사카구치 켄타로
프로파일링을 독학한 형사이다. 2010년 당시는 성서경찰서 지역과의 경찰관이다. 2018년에 미국에서의 프로파일링 연수를 마치고 경부보가 되고 미제 수사반에 합류한다. 과거의 오야마 타케시와 교신할 수 있는, 오래된 무전기를 발견한다.
- 사쿠라이 미사키(桜井美咲) 역 : 키치세 미치코
미제 수사반의 반장이다. 2010년 당시는 성서경찰서 형사과의 형사이다. 실종된 오야마 타케시의 행방을 찾고 있다.
- 야마다 츠토무(山田勉) 역 : 키무라 유이치
사쿠라이 미사키의 부하이다. 2010년 당시는 성서경찰서 형사과의 형사이며 사쿠라이 미사키의 동료이다.
- 코지마 신야(小島信也) 역 : 이케다 테츠히로
2010년 당시는 성서경찰서의 감식관이다.

### 경시청
- 이와타 카즈오(岩田一夫) 역 : 코모토 마사히로
경시청 수사 1과 계장.
- 나카모토 신노스케(中本慎之助) 역 : 와타베 아츠로
형사 부장이다. 여아유괴사건 수사의 책임자였다.

### 성서경찰서 형사과 강력반계 (과거)
- 오야마 타케시(大山剛志) 역 : 키타무라 카즈키
옛날의 형사과의 형사이며 현재는 행방불명 상태이다. 과거에서 미래의 사에구사 켄토와 무전기를 통해서 교신할 수 있다.
- 이토(伊藤) 역 : 오카야마 하지메
오야마 타케시의 선배 형사이다.

### 케이메이 대학 의학부
- 안자이 리카(安西理香) 역 : 아오노 카에데
준교수이다.

### 그 외
- 카토 료타(加藤亮太) 역 : 카미오 후주
사에구사 켄토의 자살한 형이다.

### 게스트
※ 중복되는 인물은 옆에 등장 화수를 표기

#### 제1화
- 타시로 아야카(田代綾香) 역 : 마치다 리미 - 제2화
여아유괴사건의 피해자인 소녀이다. 요시모토 케이코에 의해서 살해된다.
- 카토 미키(加藤美紀) 역 : 타카노 시호
사에구사 켄토와 카토 료타의 친모이다.
- 하시모토 케이스케(橋本啓介) 역 : 타케우치 토시 - 제2화
의료 기구 메이커 사원이다. 여아유괴사건의 용의자로 지명수배된다.
나중에 요시모토 케이코에 의해서 살해된다.
- 타시로 쿄코(田代京子) 역 : 카타오카 레이코 - 제2화
타시로 아야카의 친모이다. 시효에 의해서 타시로 아야카를 살해한 죄로 요시모토 케이코를 체포할 수 없는 것에 비관해서 자기자신이 타시로 아야카의 원수를 갚으려고 요시모토 케이코에게 손을 대려고 한다.
- 마루오카(丸岡) 역 : 세리자와 타테토
사에구사 켄토로부터 특종을 캐물어알아낸 기자이다.
- 마에가와 호나미(前川穂波) 역 : 카와이 아오바
성서중앙병원 간호사이다. 전 타니하라 기념 병원 간호사이며 요시모토 케이코의 동료이다. 그녀의 계략에 의해서 여아유괴사건의 진범으로 혐의를 두게된다.
- 요시모토 케이코(吉本圭子) 역 : 하세가와 쿄코 - 제2화
여아유괴사건의 진범이며[2] 성서중앙병원 간호사이다. 전 타니하라 기념 병원 간호사이다.
타시로 아야카를 살해한 건에 대해서는 시효가 성립됐기 때문에 죄를 묻지 않았지만 하시모토 케이스케를 살해한 건에 대해서는 시효가 남아 있었기 때문에 그 죄로 사쿠라이 미사키 일행에게 체포됐다.

#### 제2화
- 키타노 미도리(北野みどり) 역 : 사쿠마 유이 - 제3화[3]
라멘 야스다 점원이다. 1997년 1월에 일어난 여성연쇄살인사건의 일곱 번째 희생자로 알려져있다. 오야마 타케시는 약물의존으로부터 구원받은 과거가 있으며 그 건으로 그에게 은혜를 느끼고 있다.
- 야스다(安田) 역 : 야시바 토시히로 - 제3화
라멘 야스다 가게 주인이다.
- 나카지마 료코(中島亮子)
여성연쇄살인사건의 다섯 번째 희생자이며 시체가 발견되어 있었지만 사에구사 켄토로부터 정보를 받은 오야마 타케시에 의해서 구해지며 사태가 바뀐다.

#### 제3화
- 키무라 나오야(木村直也) 역 : 스구로 마나부
대학생이다. 여성연쇄살인사건의 실행범으로 오야마 타케시에게 현행 체포된다. 형사들로부터 취조를 막 받으려고 했을 때에 발작을 일으켜서 심정지 상태가 되며 사망한다.
그 후, 새로운 희생자가 나온 것에서 오야마 타케시의 오인 체포로 밝혀진다.
- 나카지마(中島) 역 : 오니시 타케시
나카지마 료코의 남편이다. 키친 나카지마 가게 주인이다.
- 나카지마 레이코(中島礼子) 역 : 사토 료
나카지마 료코의 딸이다.
- 타나카 슈이치(田中修一) 역 : 모로 모로오카
성서 버스 운전수이다. 2018년 기준으로는 퇴직하고 행방불명 상태이다.
- 야시로 에이코(八代英子) 역 : 마나세 주리
타나카 슈이치의 전 동료이다. 2018년, 여성연쇄살인사건과 같은 수법으로 누군가에게 살해된다.

#### 제4화
- 타나카 히토시(田中仁志) 역 : 오노우에 히로유키
타나카 슈이치의 아들이다.
- 카네다 마사루(金田勝) 역 : 오타카 히로오
타나카 슈이치의 동기이다.

## 방영 목록
| 화수                                                     | 방영일   | 부제 (서브 타이틀)                                                                                           | 시청률 |
| -------------------------------------------------------- | -------- | --- | ------ |
| 제1화                                                    | 4월 10일 | 과거와 이어지는 무전, 15년 전의 유괴 수수께끼! (過去とつながる無線 15年前の誘拐の謎！)                       | 9.7%   |
| 제2화                                                    | 4월 17일 | 시효 성립 20분 전! 극한의 공방전 새로운 미제 사건! (時効成立20分前！極限の攻防戦新たな未解決事件！)          | 8.4%   |
| 제3화                                                    | 4월 24일 | 변화하는 과거! 살인의 연쇄! 다시 움직이기 시작한 흉악범 (変化する過去!殺人の連鎖!再び動き出した凶悪犯)       | 8.3%   |
| 제4화                                                    | 5월 1일  | 죽음의 버스, 연쇄살인의 충격적 결말! 시간을 넘은 기적이란 (死のバス 連続殺人の衝撃の結末!時を超えた奇跡とは) |        |
| (시청률은 비디오 리서치 조사, 간토 지구 · 세대 · 실시간) |          | |        |

## 스태프
- 원작 : tvN의 시그널
- 각본 : 오자키 마사야
- 음악 : 하야시 유키
- 연출 : 우치카타 아키라, 스즈키 코스케
- 프로듀서 : 하기와라 타카시(KTV), 카사오키 타카히로(KTV), 이시다 마이
- 제작 : KTV

## 주제가
- 방탄소년단 〈Don’t Leave Me〉

## 체인 스토리
GYAO! 한정으로 공개하고 있다. 각각의 에피소드 사이에 일어난 캐릭터 주체의 짧은 이야기로 구성되어 있다. 각 에피소드의 사이이기 때문에 화수에 .5가 붙어 있다.  
본편이 끝난 직후부터 ○.5화로 공개되며 모든 에피소드를 2018년 6월 19일까지 GYAO!에서 독점 공개되고 있다.

### 등장인물
제1.5화
- 키무라 유이치, 이케다 테츠히로

제2.5화
- 키무라 유이치, 이케다 테츠히로, 하루노베 토모야, 하시모토 케이이치로

제3.5화
- 사쿠마 유이, 야시바 토시히로

### 스태프
- 원작 : tvN의 시그널
- 각본 : 오쿠보 토모미, 이노우에 토키코
- 음악 : 하야시 유키, 타치바나 아사미
- 제작 협력 : GYAO!
- 프로듀서 : 하기와라 타카시, 카사오키 타카히로, 이시다 마이, 사토 타카아키
- 연출 : 히다카 타카시, 마스마 코시
- 제작 협력 : 호리프로
- 제작 : KTV